# Чокорда Истри Криснанда Видани
Чоко́рда И́стри Крисна́нда Вида́ни (индон. Cokorda Istri Krisnanda Widani, широко известна под уменьшительным именем Чок Ис индон. Cok Is) (род. 27 марта 1992, Табанан, Бали) — индонезийская модель и танцовщица, специализирующаяся на балийских танцах, модель, обладательница титула Puteri Indonesia Pariwisata 2013, впервые представлявшая Индонезию на конкурсе красоты Miss Supranational 2013, где заняла третье место.

## Личная жизнь
Родилась и выросла в Табанане, Бали, Индонезия, в традиционной балийской семье, прежде чем решила переехать в Денпасар, чтобы работать моделью, певицей и танцевать традиционные балийские танцы пендет и джангер. Она имеет степень бакалавра в области бухгалтерского учёта Университета Удаяна, Денпасар, Бали, Индонезия. Занимается общественной деятельностью: пропагандирует здоровый образ жизни, выступает за отказ от наркотиков, проводит соответствующие агитационные и просветительские мероприятия в учебных заведениях. Также участвует в различных государственных и общественных программах, направленных на сохранение традиционной индонезийской культуры и её популяризацию за рубежом.

## Конкурсы

### Puteri Bali 2012
Приняла участие в региональном конкурсе Puteri Indonesia, представив на нём свой родной город Табанан, и была выбрана победительницей.

### Puteri Indonesia 2013
Участвовала в конкурсе Puteri Indonesia 2013 в качестве представительницы Бали. Соревнуясь с 39 делегатками со всей Индонезии она выиграла титул Puteri Indonesia Pariwisata 2013 в финале, состоявшемся в Джакартском конференц-центре 1 февраля 2013 года.

### Мисс супранешнл 2013
В 2013 году Puteri Indonesia получила новую лицензию на участие в Miss Supranational. Чок Иштри впервые, как обладательница титула Puteri Indonesia Pariwisata 2013, представляла Индонезию на конкурсе Miss Supranational 2013, который проходил в Минске, республика Беларусь. Финал состоялся 6 сентября 2013 года, Чок Иштри заняла третье место.
Во время финального конкурса Чокорда Истри была одета в национальный костюм, вдохновленный даяками, под названием «Даякская бабочка». Костюм весил 5 килограмм, в нём использовался национальный даякский мотив щита Клебит Бок и мотив бабочки, характерный для фестиваля Худок, разработанный Solo Batik Carnival и Дидит Хедипрасетьо.